# صناعات الأنابيب المستقبلية
تعتبر شركة فيوتشر بايب إندستريز، التي تتخذ من دبي مقراً لها، شركة متخصصة في تصميم وتصنيع أنظمة الأنابيب المصنوعة من الألياف الزجاجية، وتعمل في قطاعات النفط والغاز والمياه والصناعات المختلفة.
تأسست شركة FPI في دبي عام 1984، ولديها 12 مصنعًا حول العالم، وتوظف 3300 شخصًا.
في عام 2008، كانت شركة FPI تخطط لطرح 35% من أسهمها في بورصة دبي للأوراق المالية (DIFX) مقابل حوالي 550 مليون دولار أمريكي، مما كان سيؤدي إلى تقييم الشركة بين 1.2 و1.6 مليار دولار. إلا أن هذا الطرح لم يُنفذ في ذلك الوقت.
في عام 2012، ذكرت التقارير أن حجم التداول السنوي في عام 2000 كان حوالي 100 مليون دولار، لكنه ارتفع ليصل إلى مليار دولار. كما أشارت إلى أن صندوق الاستثمار الأجنبي المباشر يمثل 80% من مجموعة المستقبل المملوكة لعائلة مخزومي، والتي قد يتم طرحها للتداول في غضون 3 إلى 5 سنوات بتقييم محتمل يتراوح بين 4 و5 مليار دولار.
فؤاد مخزومي هو الرئيس التنفيذي والمدير التنفيذي والمالك؛ وزوجته مي مخزومي هي نائبة الرئيس.

## روابط خارجية
- الموقع الرسمي